# Élisabeth-Sophie de Lorraine
Élisabeth-Sophie de Lorraine est une  dame de la noblesse française née en 1710 et morte le 2 août 1740. Appartenant à la Maison de Guise, branche cadette de la Maison de Lorraine, elle est la deuxième épouse de Louis-François-Armand de Vignerot du Plessis de Richelieu (1696-1788).

## Biographie
Seconde fille de Anne-Marie-Joseph de Lorraine et de Marie-Louise Jeannin de Castille, elle est titrée Mademoiselle de Guise avant son mariage et bénéficie des traitements et des égards réservés aux membres des familles souveraines demeurant en France. Avant son mariage, elle a pour demoiselle de compagnie Françoise de Graffigny. 
Sa sœur aînée Louise-Henriette-Françoise épouse Emmanuel-Théodose de La Tour d'Auvergne en 1725. 
Élisabeth-Sophie est pour sa part fiancée à Paul II Anton Esterházy, mais le mariage ne se réalise pas. Avec l'aide de Voltaire, le duc de Richelieu l'épouse le 7 avril 1734. Cette union fait jaser car le duc de Richelieu est de petite noblesse face au sang lorrain de sa jeune épouse.  Il avait été précédemment marié avec Anne-Catherine de Noailles et n'avait pas d'enfants. Ils auront ensemble deux enfants :
- Louis-Antoine-Sophie (1736-1791), duc de Fronsac ;
- Jeanne-Sophie (1740-1773), future comtesse Casimir Pignatelli.

Élisabeth-Sophie meurt du scorbut en 1740.

## Anecdotes
Le duc de Richelieu était un ami proche du roi mais issu de la petite noblesse, son projet de mariage avec une princesse de la Maison de Lorraine fit scandale. Le prince de Lixheim voulut défendre l'honneur de sa Maison. Un duel suivit où le prince perdit la vie. Quelques années après la mort de la duchesse de Richelieu, la marquise de Pompadour, favorite royale, envisagea de marier sa fille avec le fils du duc. Le duc de Richelieu n'appréciait guère cette mésalliance mais, courtisan habile, ne voulait pas froisser la marquise ni le roi qui lui accordait son amitié. Il prétendit que sa défunte épouse étant membre de la Maison de Lorraine, il ne pouvait marier ses enfants sans l'accord du chef de cette Maison; or, le chef de cette Maison n'était autre que le souverain du Saint-Empire romain germanique. La marquise n'osa pas insister et le mariage ne se fit pas.
Le duc de Richelieu ne se remariera qu'en 1780, à 84 ans, avec Jeanne de Lavaulx (1734-1815) et mourut en 1788.
Une fois la révolution passée et l'Empire proclamé, La duchesse, alors septuagénaire, fréquentera la cour des Tuileries mais ne pourra s'empêcher de manifester une certaine aigreur envers Napoléon qu'elle considérait comme un parvenu aussi, soulignant la noblesse de son sang, la vieille dame trouvera un malin plaisir à commencer ses réponses à l'empereur par : "Sire, mon mari disait à Louis XIV...".

## Titres
- 1710 - 7 avril 1734 : Mademoiselle de Guise.
- 7 avril 1734 - 2 août 1740 : Madame la duchesse de Richelieu.

## Sources
- Georges Poull, La Maison ducale de Lorraine, 1991